# И карлики начинали с малого
«И карлики начинали с малого» (нем. Auch Zwerge haben klein angefangen) — кинофильм режиссёра Вернера Херцога, вышедший на экраны в 1970 году. Считается[кем?], что сюжет фильма в аллегорической форме затрагивает тему войны во Вьетнаме.

## Сюжет
Группа обитателей исправительной колонии для людей маленького роста поднимает бунт против местных порядков. Устав от соблюдения многочисленных правил, требующих от них хорошего поведения, они решают стать плохими. Их непосредственный руководитель (тоже карлик) вынужден укрыться в одном из помещений в ожидании приезда полиции. Тем временем бунтовщики вовсю развлекаются: бьют посуду и стёкла, заводят автомобиль и в конце концов разбивают его, убивают большую свинью, издеваются над слепыми карликами, живущими по соседству, устраивают петушиные бои, поджигают вазоны с любимыми цветами начальника и так далее.